# Edward Hutton
Edward Thomas Henry Hutton, né le 6 décembre 1848 et mort le 4 août 1923, est un officier britannique. Il participe aux guerres coloniales, il est spécialiste de l'emploi de l'infanterie montée. Il occupe plusieurs postes d'officier supérieurs dans différents territoires de l'Empire britannique, comme chef de la milice canadienne et commandant de l'armée australienne. À la retraite au déclenchement de la Première Guerre mondiale, il est rappelé au drapeau et commande une division avant son retrait définitif du service actif pour raison de santé au printemps 1915.

## Biographie

### Premières années
Edward Thomas Henry Hutton est né à Torquay dans le comté du Devon le 6 décembre 1848. Il est le fils unique d'une famille de la classe moyenne. Il étudie au collège d'Eton qu'il quitte en 1867. Il intègre le King's Royal Rifle Corps.
Avec son régiment il part en Afrique en 1879, il sert avec son régiment dans la guerre anglo-zouloue. À cette occasion il reçoit une citation militaire pour ses actions au cours de la bataille de Gingindlovu. Il intègre l'infanterie montée et participe à la première guerre des Boers entre 1880 - 1881. À la suite de cette guerre, il dirige l'infanterie montée durant la guerre anglo-égyptienne de 1882, il est nommé major breveté. Il combat autour d'Alexandrie et lors de la bataille de Tel el-Kebir où il a un cheval tué sous lui, il reçoit à nouveau une citation militaire. Lors de l'expédition du Nil entre 1884 et 1885, il fait partie de l'état-major, responsable de l'infanterie montée.
Hutton est associé à l'emploi d'infanterie montée dans les campagnes africaines. Il est la principale autorité de l'armée sur l'utilisation de l'infanterie montée. En 1886, il donne une conférence publique appelant à généraliser et préparer des unités d'infanterie montée au sein des unités d'infanterie stationnées en Grande-Bretagne. Il est appuyé par Sir Garnet Wolseley, un modernisateur important de l'armée. Hutton reçoit alors le commandement d'un régiment composite récemment levé d'infanterie montée à Aldershot en 1887. Le soutien de Wolseley à Hutton, le fait considérer comme un membre de l'influent « cercle Wolseley » par plusieurs biographes, d'autres l'excluent de cette liste le considérant comme trop jeune par rapport aux autres membres pour en faire partie. L'influence de Hutton est renforcée par son mariage, en 1889, à Eleanor Marie Paulet. Eleanor est la nièce du marquis de Winchester et du field-maréchal lord William Paulet (en). Ses nouvelles relations sociales lui permettent d'être désigné aide de camp de la reine Victoria en 1892.

### Commandement dans l'Empire

#### Nouvelle Galles du Sud
En 1893, Hutton est nommé commandant des forces militaires en Nouvelle-Galles du Sud, il est rappelé en 1896 pour servir pendant un an en Irlande.

#### Canada et Afrique du Sud
En 1898, Hutton est promu major-général, il est nommé officier général commandant de la milice du Canada. À l'approche de la seconde guerre des Boers en Afrique du Sud, Hutton fait pression pour que le Canada participe au conflit. Sans informer le Premier ministre du Canada, Sir Wilfrid Laurier, Hutton publie des plans de mobilisation dans le journal Canadian Military Gazette. À la suite de cet article, le gouvernement de Laurier reçoit une lettre de remerciement de la Grande-Bretagne pour la décision de les soutenir dans la guerre contre les Boers. Furieux, Laurier annonce le refus du Canada d'envoyer des contingents, mais devant la pression politique, il s'incline. Les troupes du Canada participe alors au conflit en grande partie à cause des actions de Hutton.
En 1900, Hutton est à la tête de la 1re brigade d'infanterie de gendarmerie en Afrique du Sud. Cette formation est composée de Canadiens, d'Australiens et de troupes néo-zélandaises. Il est anobli et nommé chevalier commandeur de l'ordre de Saint-Michel et Saint-Georges en novembre 1900, pour ses services dans la campagne sud-africaine.

#### Australie
En 1902, Hutton devient le premier commandant de l'armée australienne. Il est recommandé par le Field-maréchal Lord Roberts après que le gouvernement australien ait refusé plusieurs candidatures d'officiers. Sa tâche, à partir de janvier 1902, est de transformer les six forces coloniales présentes sur le territoire en une armée nationale australienne.
En 1904, Hutton décide que les attachés militaires de l'Empire doivent être envoyés en Mandchourie pour assister à l'affrontement des forces russes aux forces japonaises. Il envoie le colonel John Hoad (en), avec l'autorisation du gouvernement Deakin, aux côtés de l'armée impériale japonaise en 1904 - 1905. Hoad et d'autres attachés militaires occidentaux sont chargés d'aider les Japonais et d'observer les forces japonaises au cours de la guerre russo-japonaise.
Hutton démissionne de son poste de GOC de l'armée australienne à la fin de 1904.

### Fin de carrière
Après sa démission du GOC d'Australie, Hutton est nommé à la tête de la 3e division en 1905. Il commande la division jusqu'en 1906, il reçoit par la suite une nouvelle affectation pour superviser l'administration de l'Eastern Command (en). En novembre 1907, il est nommé lieutenant-général, peu de temps avant sa retraite. En 1914, il est rappelé de sa retraite. Initialement pressenti pour prendre le commandement de la Force impériale australienne, Hutton voit sa nomination refusée par le gouvernement australien. Il prend alors le commandement de la 21e division (en) nouvellement levée au sein des nouvelles armées. Hutton tombe malade au début de 1915, après un accident de cheval. Il est relevé de son commandement en avril.
À la retraite, il écrit une histoire du King's Royal Rifle Corps, il écrit également plusieurs articles sur des questions militaires.
Il meurt le 4 août 1923, son épouse lui survit, le couple n'a pas d'enfants.